# A Little Love
A Little Love là album phòng thu đầu tiên của nữ ca sĩ người Hồng Kông Phùng Hy Dư, phát hành bởi hãng đĩa Sony Music.
Album có hai phiên bản. Bản gồm CD và DVD đã phát hành ngày 20 tháng 11 năm 2008, bản kia là bản Blu-spec CD, được phát hành sau đó ngày 13 tháng 1 năm 2010.

## Danh sách bài hát
Tất cả nhạc phẩm được soạn bởi Trần Quang Vinh.
| STT | Nhan đề                                            | Phổ lời                | Thời lượng |
| --- | -------------------------------------------------- | ---------------------- | ---------- |
| 1.  | "The Glorious Death" (nhạc phụ trong Twins Effect) |                        | 1:02       |
| 2.  | "陽光．雨"                                         | Fiona Fung             | 3:28       |
| 3.  | "More Than Light"                                  |                        | 0:51       |
| 4.  | "遙遠的…"                                          | Fiona Fung, Canis Wong | 3:17       |
| 5.  | "A Wonderful Day"                                  | Anders Lee             | 1:19       |
| 6.  | "火星原居民"                                       | Fiona Fung             | 3:10       |
| 7.  | "隻眼閉"                                           | Fiona Fung             | 3:39       |
| 8.  | "Hidden Romance"                                   |                        | 1:10       |
| 9.  | "幸運兒"                                           | Fiona Fung             | 3:47       |
| 10. | "Fun For Sharing"                                  | Zhe Zhiu-yan           | 1:05       |
| 11. | "Proud of You"                                     | Anders Lee             | 3:07       |
| 12. | "我在那一角落患過傷風"                             |                        | 1:54       |
| 13. | "Shining Friends"                                  | Anders Lee             | 1:46       |
| 14. | "再見…警察" (nhạc phụ trong Vô gian đạo)           |                        | 2:17       |
| 15. | "Forever Friends"                                  | Fiona Fung, Anders Lee | 3:03       |
| 16. | "Shine of the Century"                             |                        | 1:02       |
| 17. | "小傷口"                                           | Fiona Fung             | 4:06       |
| 18. | "在你身邊"                                         | Fiona Fung             | 1:06       |
| 19. | "救生圈"                                           | Fiona Fung             | 3:14       |
| 20. | "一點點的回憶"                                     | Fiona Fung             | 1:05       |
| 21. | "Flow"                                             |                        | 2:56       |
| 22. | "I Love Sunshine"                                  |                        | 1:01       |
| 23. | "A Little Love"                                    | Fiona Fung, Anders Lee | 3:09       |
| 24. | "Free"                                             |                        | 0:39       |
| 25. | "避風港"                                           | Fiona Fung             | 3:46       |
| 26. | "Special Crew"                                     | Anders Lee             | 0:51       |
| 27. | "不做你的情人" (Single Blog)                       | Fiona Fung             | 2:59       |